# Charles d'Angennes
Charles d’Angennes (né en 1577 et mort à Paris en 1652) était marquis de Rambouillet, vidame du Mans et seigneur d’Arquenay.

## Biographie
Il exerça les charges de Grand-Maître de la garde-robe du Roi et de capitaine des gardes. D’abord colonel général de l’infanterie italienne, il fut fait maréchal de camp en 1620.
Ambassadeur de France en Italie, il avait négocié en 1614 puis en 1615, lors de guerre de succession de Montferrat, les premier et second traité de paix entre Louis XIII et le duc de Savoie.
En 1627, il fut envoyé comme ambassadeur extraordinaire en Piémont et en Espagne.
Petit-fils du capitaine des gardes de François Ier Jacques d'Angennes (†1562) et fils de l’ambassadeur Nicolas d'Angennes (†1611), il épousa en 1600 Catherine de Vivonne, fille de Jean de Vivonne, marquis de Pisany ; celle-ci lui donna sept enfants, dont deux fils : Léon Pompée d'Angennes, tué à la seconde bataille de Nordlingen (1645), et son cadet Louis (1623-1631), vidame du Mans, mort de la peste à l'âge de huit ans ; et cinq filles, dont Julie-Lucine, marquise de Rambouillet et de Pisany, à la mort de sa mère en 1665, et future duchesse de Montausier.
La châtellenie de Saint-Laurent-des-Mortiers lui appartint par engagement, 1605, 1645.